# Kniphofia
Kniphofia Moench è un genere di piante della famiglia Asphodelaceae che comprende oltre 70 specie, la maggior parte delle quali originarie dell'Africa.
Il genere prende il nome dal botanico tedesco Johann Hieronymus Kniphof (1704-1763).

## Tassonomia
Il genere Kniphofia comprende le seguenti specie:
- Kniphofia acraea Codd
- Kniphofia albescens Codd
- Kniphofia albomontana Baijnath
- Kniphofia angustifolia (Baker) Codd
- Kniphofia ankaratrensis Baker
- Kniphofia baurii Baker
- Kniphofia benguellensis Welw. ex Baker
- Kniphofia bequaertii De Wild.
- Kniphofia brachystachya (Zahlbr.) Codd
- Kniphofia breviflora Harv. ex Baker
- Kniphofia bruceae (Codd) Codd
- Kniphofia buchananii Baker
- Kniphofia caulescens Baker
- Kniphofia citrina Baker
- Kniphofia coddiana Cufod.
- Kniphofia coralligemma E.A.Bruce
- Kniphofia crassifolia Baker
- Kniphofia drepanophylla Baker
- Kniphofia dubia De Wild.
- Kniphofia ensifolia Baker
- Kniphofia evansii Baker
- Kniphofia fibrosa Baker
- Kniphofia flammula Codd
- Kniphofia fluviatilis Codd
- Kniphofia foliosa Hochst.
- Kniphofia galpinii Baker
- Kniphofia goetzei Engl.
- Kniphofia gracilis Harv. ex Baker
- Kniphofia grantii Baker
- Kniphofia hildebrandtii Cufod.
- Kniphofia hirsuta Codd
- Kniphofia ichopensis Schinz
- Kniphofia insignis Rendle
- Kniphofia isoetifolia Hochst.
- Kniphofia latifolia Codd
- Kniphofia laxiflora Kunth
- Kniphofia leucocephala Baijnath
- Kniphofia linearifolia Baker
- Kniphofia littoralis Codd
- Kniphofia marungensis Lisowski & Wiland
- Kniphofia mulanjeana S.Blackmore
- Kniphofia multiflora J.M.Wood & M.S.Evans
- Kniphofia nana Marais
- Kniphofia northiae Baker
- Kniphofia nubigena Mildbr.
- Kniphofia pallidiflora Baker
- Kniphofia paludosa Engl.
- Kniphofia parviflora Kunth
- Kniphofia pauciflora Baker
- Kniphofia porphyrantha Baker
- Kniphofia praecox Baker
- Kniphofia princeae (A.Berger) Marais
- Kniphofia pumila (Aiton) Kunth
- Kniphofia reflexa Hutch. ex Codd
- Kniphofia reynoldsii Codd
- Kniphofia rigidifolia E.A.Bruce
- Kniphofia ritualis Codd
- Kniphofia rooperi (T.Moore) Lem.
- Kniphofia sarmentosa (Andrews) Kunth
- Kniphofia schimperi Baker
- Kniphofia splendida E.A.Bruce
- Kniphofia stricta Codd
- Kniphofia sumarae Deflers
- Kniphofia tabularis Marloth
- Kniphofia thodei Baker
- Kniphofia thomsonii Baker
- Kniphofia triangularis Kunth
- Kniphofia typhoides Codd
- Kniphofia tysonii Baker
- Kniphofia umbrina Codd
- Kniphofia uvaria (L.) Oken